# Иерусалимский театр
Иерусалимский театр, как таковой, сочетает современное театральное искусство и труды, написанные на древнееврейском и арамейском языках. Габриэлла Лев, художественный руководитель и соучредитель театра, была инициатором его создания в 1982 году. Её целью было дать право голоса женщинам в рамках еврейских традиций. К ней присоединились товарищи-артисты Ализа Элион-Израели, Рут Ведер-Маган и Джойс Миллер. Их виденье того, как следует построить театр, отражающий культурный и географический контекст Иерусалима, базируется на еврейских текстах и в котором применяют новые формы и техники театрального искусства, навсегда укоренилось в Израиле. Иерусалимская театральная труппа дает спектакли в Израиле и по всему миру как на английском, так и на древнееврейском языках.
В Иерусалимском театре было создано как минимум 36 оригинальных драматических и музыкальных произведений..

## Театральное влияние и техники
Самое весомое художественное влияние в своих работах имели режиссёр Ежи Гротовский вместе с Сергеем Овакниным (ученик Гротовского), Андре Грегори и Рой Харт.

### Спектакли Мидраш
- Древнееврейское слово Мидраш (иврит: מדרש; множественное число — midrashim, «история» от «расследовать» или «исследовать») — это обучающий метод библейского толкования. Этот термин также относится ко всей сборки назидательного учения в Библии. Мидраш-это способ интерпретации библейских историй, который выходит за рамки простой сущности религиозных, правовых и морально-этических учений. Он заполняет много едва заметных пробелов в библейских сказаниях относительно событий и личностей.
- Еврейское слово Бама имеет три значения: 1) этап, на котором представлено театральное искусство 2) Поднятая поверхность в синагоге, на которой стоит стол. На этом столе находится свиток Торы, так что посетитель может прочитать вслух недельную главу из Библии, 3) в древние времена, множественное число от слова bama, bimot, означало поднятую поверхность для ритуалов, которая состояла из алтаря и какой-то скульптуры.

В понятии «мидраш Бама», предложенном руководителями театра, объясняется, что искусство «Мидраш Бама» позволяет по-новому взглянуть на древние тексты путем их трансформации из простой письменной формы в спектакль на сцене.
При постановках в стиле Мидраш используется весь спектр человеческих возможностей в искусстве, чтобы передать смысл, который становится понятным только тогда, когда изложен актёрами перед зрителями. Актёр должен быть в хорошей физической форме, иметь приятный и громкий голос, а за его плечами должен быть багаж знаний и навыков для того, чтобы уметь легко передать связь между чувствами и мыслями, душой и телом. Таким образом, на сцене, они могут интерпретировать мидраш на языке оригинала, используя различные тоны голоса и пения, танец и движение, этим самым гармонизируя все эти элементы. Именно использование языка оригинала, и живое взаимодействие с публикой порождают конкретное значение пьесы. В искусстве мидраш-Бама сочетаются элементы цвета (часто можно увидеть в костюмах и декорациях), элементы ритмического, структурированного и отредактированного сценария, которые были тщательно продуманы и заранее подготовлены. Но современное искусство мидраш-Бама, которое показывают на сценах сегодня, часто по-разному отражается в каждом спектакле (так же, как и изучение одного и того же учебника двумя людьми часто сильно отличается, в зависимости от состояния души каждого и от человека, который учится).

## Художественно-образовательные программы
Работа компании привела к созданию нового метода обучения, посредством восприятия и усвоения текстов. Иерусалимский театр разрабатывает и проводит ежегодный фестиваль Мидраш Бама, целью которого является представить многопрофильный театр в интимной обстановке для того, чтобы способствовать диалогу и интимности.
В течение многих лет разноплановое сообщество актёров и педагогов выросло в компании. В ходе своей работы, эта многопрофильная группа изучает пределы театра, искусства, религии, пола, социальных процессов и отношения между ними. Эти коллаборации способствовали созданию разнообразных курсов: Расширение прав и возможностей женщин и их лидерства, Расширение прав и возможностей молодых женщин и девушек, Проекты по интеграции молодых женщин, которые попали в беду по разным причинам, Повышение квалификации учителей в области Иудаики и Ежегодный фестиваль для молодых женщин-художественных деятелей.

## Постановки
- Maase Bruria — Деяния Брурия (1982)
- Chagiga Lamama (1983)
- Elef Ester Vehester (1984)
- Afilu Hazipporim — Даже птицы (1987)
- Kuzinot Yefefiyot (1988)
- Kneidal Bar (1989)
- Hedei Тфіла — Эхо молитвы (1990)
- Аль Міта у Mitot — Вавилонские сказки (1990)
- Англійська версія — Вавилонские сказки (1991)
- Gisati Veani — Моя невестка и я (1991)
- Агава Bemivhan — Испытание любви (1991)
- Hahatzaga Haachrona (1993)
- Естер (1993)
- Прийняття Сари (1993)
- Прийняття Сари 2 (1994)
- Прийняття Сари 2 — английская версия (1995)

| - Siach hayasmin — Куст жасмина (1995) - Shirei Nistarot Veniglot — Песенные исповеди (1998) - Sota (1999) - Ayin Zoher — Песни к Всевышнему (1999) - Ayin Zoher — Песни к Всевышнему (2000) - Noshek Bazman- Песни таинственных желаний (2001) - Siftotav Shoshanim (2002) - La Vie en Rose (2002) - Ezel Roza baCafe — Кафе Роза (2004) - Afilu Haziporim — Даже птицы (2004) - Shulem (2005) Zohar Shabbat (2006) - At Kvar Meusheret — Ты ещё счачтлив? (2006) - Nashim Veniflaot — Женщины и чудеса (2007) - Gaaguim, Naanuim. Shaashuim — Страстное желание (2007) - Rondo (2008) - Kadayil Shabbaso (2008) - Midrash Bama (2009) - Ahava Atika (2010) - Isha Chalma Ish- Мечта женщины — мужчина (2011) - Dalia, Zelda and Rachel (2012) |

### Деятельность до создания Иерусалимского театра
- Nashim Odot Nashim — Женщины о женщинах (1975)
- Anashim Racim — Нежные люди (1977)
- Премия Организации Объединённых Наций в рамках Международного года женщины
- Премия имени Меир Маргальо за выдающиеся театральные достижения
- Эдинбургский Фестиваль Бахрома
- Фестиваль Акко для альтернативного театра — Израиль
- Эдинбургский Фестиваль — Шотландия
- Женский фестиваль театрального искусства — Иерусалим
- Фестиваль для Театра древних мифов — Венгрия
- Выступления и резиденция, культурный центр — Стокгольм, Швеция
- Израиль Экспо — Нью-Йорк
- Фестивали Израиля — Иерусалим
- Фестиваль Земля обетованная — Лодзь, Польша
- Священные музыкальные фестивали — Индии, Таиланде и Англии
- Художественные резиденции и выступления — Нью-Дели, Индия